# 恋路海岸 (テレビドラマ)
『恋路海岸』（こいじかいがん）は、TBS系列で1979年7月27日 - 10月12日に放送された日本のテレビドラマ。

## 内容
石川県小松市を舞台に、離婚届を出して水沢家を飛び出して来たなどという暗い過去を背負った女性・杏子（真野響子）が、密航者と間違われそうになるが、つらい思い出を持つ男・太郎（林隆三）に救われる。杏子は花子と名乗り町に居つく。その中で、互いの重荷を少しずつ知り始める。テーマは深刻だが、二人とも重荷を背負いつつも、考え込まず、たくましく生きるという設定である。

## 出演
- 花子（水沢杏子）：真野響子
- 太郎：林隆三
- 奈津子：渡辺美佐子
- 眉村：原保美
- 絵里：樋口可南子
- 孝：広岡瞬 - 花子の義弟。
- 早苗：中山麻里
- 立野刑事：小坂一也
- 重夫：諏訪圭一
- 康夫：常田富士男
- 勝木：高松しげお
- 広瀬：山田吾一
- 相川：矢崎滋 - 水沢謙一の部下。
- 春木：戸浦六宏 - 丸共本社社員。
- 水沢謙造：内田朝雄 - 杏子の義父。
- 水沢謙一：片岡孝夫 - 大阪のスーパー「丸共」の開発係長。初登場時は「竹村」と名乗っていた。

## 主題歌
- 「恋路海岸｣（作詞：なかにし礼 作曲・編曲・歌：丹羽応樹）

## スタッフ
- 脚本：佐々木守
- 演出：高橋一郎・高畠豊・坂崎彰
- 制作プロデューサー：大山勝美
- 音楽：丹羽応樹
- 制作：TBS

## 放送リスト
| 話数 | 放送日        | サブタイトル | 演出     |
| ---- | ------------- | ------------ | -------- |
| 1    | 1979年7月27日 | （なし）     | 高橋一郎 |
| 2    | 8月3日        | （なし）     | 高畠豊   |
| 3    | 8月10日       | （なし）     | 高橋一郎 |
| 4    | 8月17日       | 遥かなる路   | 高畠豊   |
| 5    | 8月24日       | 熱い別れ     | 坂崎彰   |
| 6    | 8月31日       | それぞれの愛 | 高橋一郎 |
| 7    | 9月7日        | 愛ふたたび   | 高畠豊   |
| 8    | 9月14日       | 偽りの街     | 高橋一郎 |
| 9    | 9月21日       | 風のゆくえ   | 坂崎彰   |
| 10   | 9月28日       | 別れの手紙   | 高橋一郎 |
| 11   | 10月5日       | ふたりの誓い | 高橋一郎 |
| 12   | 10月12日      | 北国の象     | 坂崎彰   |

| TBS系 金曜22:00枠 | TBS系 金曜22:00枠 | TBS系 金曜22:00枠       |
| 前番組            | 番組名            | 次番組                  |
| ----------------- | ----------------- | ----------------------- |
| 沿線地図          | 恋路海岸          | 冬の花火 わたしの太宰治 |